# Panna Fifi (film)
Panna Fifi (org. Mademoiselle Fifi) – amerykański film z 1944 roku. Adaptacja noweli Guya de Maupassanta.

## Treść
Akcja toczy w 1870 roku, się podczas wojny francusko-pruskiej. W małym miasteczku na terenie okupowanej Francji zatrzymuje się na postój dyliżans, którym podróżuje Elizabeth Bousset. Niemiecki porucznik zaprasza ją na kolację, jednak kobieta, jako patriotka zdecydowanie odmawia. Porucznik jednak nie daje za wygraną i postanawia zatrzymać dyliżans.

## Obsada
- Simone Simon (Elizabeth Bousset),
- John Emery (Jean Cornudet),
- Kurt Kreuger (Porucznik von Eyrick - zwany 'Fifi'),
- Alan Napier (Hrabia de Breville)
- Helen Freeman (Hrabina de Breville)
- Jason Robards Sr. (Hurtownik sprzedający wino)
- Norma Varden (Żona hurtownika)
- Romaine Callender (Przetwórca)
- Fay Helm (Żona przetwórcy)
- Edmund Glover (Młody ksiądz)
- Charles Waldron (Proboszcz Cleresville)